# Thyreus altaicus
Thyreus altaicus är en biart som först beskrevs av Radoszkowski 1893.  Thyreus altaicus ingår i släktet Thyreus och familjen långtungebin. Inga underarter finns listade i Catalogue of Life.

## Beskrivning
Grundfärgen är övervägande svart. Ansiktet är täckt med ljust hår, på vissa delar (bland annat clypeus och labrum hos honan) med en blandning av svarta och vita hår. Bakkroppen har vita hårfläckar på sidorna och ryggens kanter; tergit 1 har en stor, L-formad fläck på vardera sidan. Sterniterna är alla helt svarta. Kroppslängden är drygt 13 mm, hanen något spensligare än honan. Vardera framvingen (den längsta vingen) är omkring 10 mm lång. I Kina blir arten större, upp till 14 mm lång och med en vinglängd av drygt 11 mm.

## Utbredning
Thyreus altaicus förekommer i Ryssland (Burjatien, Zabajkalskij kraj, Primorje kraj och Altaj), Mongoliet, Kazakstan samt Manchuriet i Kina.

## Ekologi
Arten är, likt alla arter i släktet, en boparasit där honan lägger sina ägg i bon av solitära pälsbin, där larven lever på det insamlade matförrådet efter det att värdägget eller -larven dödats.